# Super Bowl XXXI
A Super Bowl XXXI az 1996-os NFL-szezon döntője volt. A meccset New Orleans-i Louisiana Superdome-ban játszották 1997. január 26-án. A mérkőzést a Green Bay Packers nyerte.

## A döntő résztvevői
A New England Patriots 11–5-ös teljesítménnyel végzett az alapszakaszban, az AFC második kiemeltjeként került a rájátszásba. A Patriots erőnyerő volt, csak a konferencia-elődöntőben kellett először játszania. A konferencia-elődöntőben az első kiemelt Pittsburgh Steelerst hazai pályán győzte le, majd a konferenciadöntőben ismét hazai pályán a Jacksonville Jaguarst is. A Patriots másodszor játszhatott a Super Bowlért.
A Green Bay Packers 13–3-as teljesítménnyel végzett az alapszakaszban, ezzel az NFC első kiemeltjeként jutott a rájátszásba. Erőnyerőként csak a konferencia-elődöntőben kapcsolódott be, ahol a San Francisco 49ers ellen győzött hazai pályán, majd a konferenciadöntőben a második kiemelt Carolina Pantherst győzte le, szintén hazai pályán. A Packers harmadszor játszhatott a Super Bowlért, 1967-ben és 1968-ban nyerte meg az első két kiírást.

## A mérkőzés
A mérkőzést a Green Bay Packers nyerte 35–21-re. A Packers története harmadik Super Bowl győzelmét szerezte. A legértékesebb játékos Desmond Howard lett.

| N | Idő                  | Drive                | Drive                | Drive                | Csapat               | Play leírása | Pont                 | Pont                 |                      |
| N | Idő                  | Play                 | Yard                 | Időtartam            | Csapat               | Play leírása | Patriots             | Packers              |                      |
| - | -------------------- | -------------------- | -------------------- | -------------------- | -------------------- | --- | -------------------- | -------------------- | -------------------- |
| 1 | 11:28                | 2                    | 55                   | 0:51                 | Packers              | Touchdown. Andre Rison 54 yardos átadás Brett Favre-tól, Chris Jacke jutalomrúgás.                                                 | 0                    | 7                    |                      |
| 1 | 8:42                 | 3                    | 9                    | 1:58                 | Packers              | Mezőnygól. Chris Jacke 37 yardról.                                                                                                 | 0                    | 10                   |                      |
| 1 | 6:35                 | 6                    | 79                   | 2:07                 | Patriots             | Touchdown. Keith Byars 1 yardos átadás Drew Bledsoe-tól, Adam Vinatieri jutalomrúgás.                                              | 7                    | 10                   |                      |
| 1 | 2:33                 | 4                    | 57                   | 2:11                 | Patriots             | Touchdown. Ben Coates 4 yardos átadás Drew Bledsoe-tól, Adam Vinatieri jutalomrúgás.                                               | 14                   | 10                   |                      |
|   |                      |                      |                      |                      |                      | |                      |                      |                      |
| 2 | 14:04                | 1                    | 81                   | 0:10                 | Packers              | Touchdown. Antonio Freeman 81 yardos átadás from Brett Favre-tól, Chris Jacke jutalomrúgás.                                        | 14                   | 17                   |                      |
| 2 | 8:15                 | 7                    | 33                   | 2:58                 | Packers              | Mezőnygól. Chris Jacke 31 yardról.                                                                                                 | 14                   | 20                   |                      |
| 2 | 1:11                 | 9                    | 74                   | 5:59                 | Packers              | Touchdown. Brett Favre 2 yardos futás, Chris Jacke jutalomrúgás.                                                                   | 14                   | 17                   |                      |
|   |                      |                      |                      |                      |                      | |                      |                      |                      |
| 3 | 3:27                 | 7                    | 53                   | 3:25                 | Patriots             | Touchdown. Curtis Martin 18 yardos futás, Adam Vinatieri jutalomrúgás.                                                             | 21                   | 27                   |                      |
| 3 | 3:10                 | –                    | –                    | –                    | Packers              | Touchdown. Desmond Howard 99 yardos kezdőrúgás utáni visszahordás. Sikeres kétpontos kísérlet: Mark Chmura átadás Brett Favre-tól. | 21                   | 35                   |                      |
|   |                      |                      |                      |                      |                      | |                      |                      |                      |
| 4 | nem volt pontszerzés | nem volt pontszerzés | nem volt pontszerzés | nem volt pontszerzés | nem volt pontszerzés | nem volt pontszerzés | nem volt pontszerzés | nem volt pontszerzés | nem volt pontszerzés |